# (Flesh & Blood) Sacrifice
(Flesh & Blood) Sacrifice is een single van de Amerikaanse hardrockband Poison. Het is de vijfde single van het album Flesh & Blood. Dit album behaalde de tweede positie in de Billboard-hitlijsten.
De videoclip werd geweigerd door MTV vanwege de expliciete aard van de video. Later dook de videoclip, onder de naam van Flesh, Blood, & Videotape, alsnog op het internet op.

## Albums
(Flesh & Blood) Sacrifice staat op de volgende albums:
- Flesh & Blood
- Poison's Greatest Hits: 1986–1996
- Flesh & Blood – 20th Anniversary
- Poison - Box Set